# Rhinolophus deckenii
Rhinolophus deckenii — вид рукокрилих родини Підковикові (Rhinolophidae).

## Поширення
Країни проживання: Кенія, Танзанія. Існує небагато інформації про природну історію цього маловивченого виду. Це житель лісів.

## Загрози та охорона
Існуванню виду ймовірно загрожує знищення лісових територій з метою використання в сільському господарстві, особливо в прибережних районах. Був виявлений у деяких національних парках і лісових заповідниках в Танзанії.